# Nuno Daniel Costeira Valente
Nuno Daniel Costeira Valente, noto semplicemente come Nuno Valente (Braga, 22 novembre 1991), è un calciatore portoghese, centrocampista della Trofense.

## Caratteristiche tecniche
È un trequartista.

## Carriera
Cresciuto nel settore giovanile del Braga, ha esordito in prima squadra il 5 aprile 2014 disputando l'incontro di Primeira Liga vinto 2-0 contro l'Olhanense.